# آبله (کهگیلویه)
ابله (کهگیلویه)، روستایی از توابع بخش چاروسا شهرستان کهگیلویه در استان کهگیلویه و بویراحمد ایران روستای خوبیه

## جمعیت
این روستا در دهستان طیبی سرحدی شرقی قرار دارد و براساس سرشماری مرکز آمار ایران در سال ۱۳۸۵، جمعیت آن ۳۵۵ نفر (۶۷خانوار) بوده‌است.